# North Kingsville
North Kingsville ist ein Village im Kingsville Township, Ashtabula County, Ohio, Vereinigte Staaten. Sie liegt am Südufer des Eriesees, 90 km östlich von Cleveland. Auf dem Gemeindegebiet befinden sich die Fossildünen Sandy Barren die vom Cleveland Museum of Natural History verwaltet werden; sie sind ohioweit das einzig bekannte Brutgebiet der Weißkehlammer und auch das sehr seltene Koboldmoos wächst in diesem Naturschutzgebiet.

## Geographie
North Kingsville und die benachbarte Ortschaft Kingsville sind die einzigen Ortschaften im Kingsville Township. Hauptverkehrsverbindung ist neben der Interstate 90, die südlich von Kingsville vorbeiführt, der U.S. Highway 20. Er quert North Kingsville von Ost nach West und kreuzt in North Kingsville die State Route 193/84 nach Kingsville. Die Ortschaft liegt auf einer mittleren Höhe von 217 m über dem Meeresspiegel. Sie besteht aus einem Zentrum um die Straßenkreuzung der State Routes, einer langen und locker stehenden Häuserzeile nördlich des U.S. Highways 20 und einigen Wohngebieten in einer vorwiegend forst- und landwirtschaftlich genutzten Umgebung.

## Bevölkerung
Von den 2658 Einwohnern (Stand der Volkszählung 2000) waren mehr als 97 % der Bevölkerung Weiße. Das Pro-Kopf-Einkommen betrug 23.000 US-Dollar, 7 % der Bevölkerung lebte unter der Armutsgrenze.

## Geschichte
Der erste Siedler im Kingsville Township war Walter Fobes, der 1804 aus Connecticut kam. Das Township wurde 1810 gegründet.